# Cordylomera
Cordylomera is een kevergeslacht uit de familie van de boktorren (Cerambycidae). De wetenschappelijke naam van het geslacht werd voor het eerst geldig gepubliceerd in 1834 door Audinet-Serville.

## Soorten
Cordylomera omvat de volgende soorten:
- Cordylomera acuminata (Fabricius, 1776)
- Cordylomera annulicornis Fairmaire, 1892
- Cordylomera apicalis Thomson, 1858
- Cordylomera atkinsoni Duffy, 1952
- Cordylomera basilewskyi Fuchs, 1971
- Cordylomera carvalhoi Veiga-Ferreira, 1971
- Cordylomera comoensis Adlbauer, 2000
- Cordylomera copei Adlbauer, 2001
- Cordylomera delahayei Adlbauer, 2006
- Cordylomera elegans Distant, 1904
- Cordylomera etiennei Quentin & Villiers, 1979
- Cordylomera filicornis Duffy, 1952
- Cordylomera geniculata Buquet, 1844
- Cordylomera gracilis Veiga-Ferreira, 1965
- Cordylomera gratiosa Murray, 1870
- Cordylomera heimi Teocchi, 1973
- Cordylomera inornata Duffy, 1952
- Cordylomera karschi Quedenfeldt, 1883
- Cordylomera laetitiae Teocchi, 1973
- Cordylomera lepesmei Duffy, 1952
- Cordylomera maculata Adlbauer, 2012
- Cordylomera minuta Duffy, 1952
- Cordylomera mourgliai Adlbauer, 1994
- Cordylomera nyassae Corinta-Ferreira, 1957
- Cordylomera parva Corinta-Ferreira, 1954
- Cordylomera puchneri Adlbauer, 2004
- Cordylomera rotundicollis Duffy, 1952
- Cordylomera ruficornis Chevrolat, 1855
- Cordylomera schoenherrii Fåhraeus, 1872
- Cordylomera spinicornis (Fabricius, 1775)
- Cordylomera vittata Jordan, 1903
- Cordylomera wieringai Adlbauer, 2001